# Antonio G. Olea
Gral. Antonio G. Olea fue un militar mexicano que participó en la Revolución mexicana. Nació en Ozuluama, Veracruz, en 1861. Ingresó al Colegio Militar en 1874 y luego ingresó al arma de artillería. Para noviembre de 1910 era coronel. Como apoyó a Victoriano Huerta luego de su usurpación, ascendió a general brigadier; un año después lo era de división. Luchó duramente contra los rebeldes antihuertistas, especialmente por el rumbo de Guerrero; fue comandante de la División del Sur, con cuartel en Iguala; como fue costumbre huertista, también asumió el mando militar y la gubernatura del estado guerrerense. 